# 北ゲート駅
北ゲート駅（きたゲートえき）は、かつて愛知県愛知郡長久手町（現・長久手市）熊張の愛・地球博長久手会場内にあった2005年日本国際博覧会協会愛・地球博線のIMTSの駅（廃駅）である。
企業パビリオンAゾーンのワンダーサーカス電力館とJR東海超電導リニア館の奥に位置していたがために利用者にあまり知られておらず、この駅から乗車する利用者は少なかった。

## 歴史
- 2005年（平成17年）
  - 3月25日：開業[1]。
  - 9月26日：博覧会閉会に伴い廃止[1]。

## 駅構造
相対式ホーム1面1線の地上駅で、安全対策のためホームドアを設けていた。当駅には折り返しのためのループ軌道が駅先にあった。

## 駅周辺
- 企業パビリオンAゾーン
  - JR東海超電導リニア館
  - ワンダーサーカス電力館
- グローバルループ
  - サークルK愛・地球博店

## 隣の駅
2005年日本国際博覧会協会
愛・地球博線
北ゲート駅 - 西ゲート駅